# Cavidade peritoneal
A cavidade peritoneal se localiza dentro da cavidade abdominal, seu limite inferior é a cavidade pélvica. É um espaço entre as lâminas parietal e visceral do peritônio. Não sustenta nenhum órgão, porém contém o líquido peritoneal, composto de água, eletrólitos, e outras substâncias do LEC (líquido extracelular) que lubrifica a superficíe visceral e também por conter leucócitos e anti-corpos são resistentes a infecção.